# يوسف رابييف
يوسف رابييف (بالطاجيكية: Юсуф Рабиев)‏ (مواليد 24 مايو 1976) لاعب كرة قدم طاجيكستاني دولي يجيد اللعب في مركز الوسط. يلعب حاليا لصالح نادي استقلال دوشنبه الطاجيكستاني.

## روابط خارجية
- يوسف رابييف على موقع الاتحاد الدولي (مؤرشف)  (الإنجليزية)
- يوسف رابييف على موقع قاعدة بيانات كرة القدم.إي يو (الإنجليزية)
- يوسف رابييف على موقع ناشيونال فوتبول تيمز (الإنجليزية)